# Chikkayagati, Nagamangala
Chikkayagati là một làng thuộc tehsil Nagamangala, huyện Mandya, bang Karnataka, Ấn Độ.